# Вильман, Артур Иванович
Вильман Артур Иванович (1888—1967) — военный моряк и разведчик, участник Гражданской войны, в 1926 году награждён орденом Красного Знамени, заместитель начальника Института военного кораблестроения, начальник Разведывательного отдела Балтийского флота. Репрессирован в 1938 году.

## Биография
Родился 4 сентября 1888 года в с. Усть-Нарва (ныне Нарва-Йыэсуу), Ямбургского уезда, Санкт-Петербургской губернии в семье рабочих (по другим выходец из мещанской семьи). Эстонец.
В 1900 году окончил сельскую школу. С 1901 по 1904 годы плавал юнгой на кораблях торгового флота. Затем, до 1909 года, работал учеником в кузнечной мастерской, молотобойцем и слесарем на заводе. Был активным участником революции 1905 года в Эстонии. С 1906 года являлся членом партии социалистов-революционеров, а затем, с 1914 года до августа 1917 года, состоял в партии левых эсеров. Был смотрителем маяка на острове Оденсхольм, в 1909 году окончил вечерние курсы судовых механиков торгового флота и призван на службу в военно-морской флот. Служил матросом машинной команды броненосца «Император Павел I». В 1911 году окончил Машинную школу самостоятельного управления. В 1912 году был арестован, как участник подготовки восстания на линкоре, и приговорен в 1913 году к смертной казни, которую заменили потом на 13 лет каторжных работ. В 1917 году был освобождён по амнистии в связи с юбилеем дома Романовых.
Вернулся на флот, был машинным старшиной на линкоре «Республика» (бывший броненосец «Император Павел I», переименован в 1917 году). В 1917—1918 годах являлся депутатом Ревельского Совета от Балтийского флота, комендантом исполкома того же Совета. В 1918 году вступил в члены ВКПб. С августа 1918 года по март 1919 года учился на курсах командного состава флота. Участник Гражданской войны. В марте 1919 года был назначен начальником разведки 1-го отряда моряков-курсантов Северо-Западного фронта. За проявленные в боях при защите Петрограда мужество и героизм в октябре 1919 года, как начальник разведывательной команды Летучего отряда, был награждён в 1920 году именными часами, а в 1926 году орденом Красного Знамени. В марте 1921 года участвовал в подавлении Кронштадтского мятежа.
В октябре 1923 года поступил на учебу на механический отдел Военно-морского инженерного училища, после окончания которого, в октябрь 1925 года, был назначен котельным механиком линкора «Октябрьская революция». С января 1926 года находился в распоряжении IV Управления (Разведуправление) РККА. В декабре 1927 года назначен младшим приёмщиком на южных металлических заводах, затем работал в приёмочной комиссии по кораблестроению и наблюдению за постройкой кораблей в Ленинграде, в 1928—1930 годах был помощником председателя Постоянной комиссии по наблюдению за постройкой кораблей. С 1930 года находился в резерве РККА с откомандированием в Союзверфь. В апреле 1933 года назначен заместителем начальника Института военного кораблестроения в Ленинграде, а 12 декабря 1935 года — начальником отделения военно-морской техники 4-го отдела РУ РККА. 17 февраля 1936 года присвоено звание военный инженер 1 ранга, работал в Италии. В апреле 1938 года стал начальником Разведывательного отдела Балтийского флота.
4 мая 1938 года был репрессирован и осужден на 10 лет. До мая 1948 года находился в заключении, отбывал срок в лагере, а потом был на поселении в Красноярском крае. Освобожден и реабилитирован в 1955 году. 20 апреля 1955 года присвоено звание инженер-полковник. Снят с воинского учета по возрасту 9 декабря 1956 года.
Умер 18 июля 1967 года в г. Москва.

## Награды
- орден Красного Знамени (1926)[1][5];
- юбилейная медаль «XX лет РККА» (1938)[3];
- именные часы (1920)[3].